# Westerfield
Westerfield é um vilarejo de Suffolk, na Inglaterra.  
Está localizado a aproximadamente 3,2 kms a norte do centro de Ipswich.